# می‌توانم این بوسه را همیشه داشته باشم
«می‌توانم این بوسه را همیشه داشته باشم» (به انگلیسی: Could I Have This Kiss Forever) تک‌آهنگی از ویتنی هیوستون، انریکه ایگلسیاس است که در سال ۲۰۰۰ میلادی منتشر شد.
این تک‌آهنگ در چارت‌های در رتبه اول و در چارت‌های ، بریتانیا، جزو ده ترانه اول قرار گرفت.